# Rosa arkansana
Rosa arkansana  (лат.) — вид рода Шиповник семейства Розовые.

## Ареал
Растения встречаются в Северной Америке в США в штатах Колорадо, Айова, Иллинойс, Индиана, Канзас, Массачусетс, Мичиган, Миннесота, Миссури, Монтана, Северная Дакота, Небраска, Нью-Мексико, Нью-Йорк, Огайо, Оклахома, Южная Дакота, Техас, Висконсин и Вайоминг, а также в Канаде.
Прерии, сухие склоны, лесные поляны.

## Биологическое описание
Высота куста 30—60 см, ширина 121—243 см. Колючки прямые.
Листья тёмно-зелёные. Листочки овальные или эллиптические, тупые или острые, без желёз, голые, блестящие, мелкозубчатые, в числе 9—11, согласно другому источнику 3—9.
Цветки простые, розовые с более тёмными жилками, согласно другому источнику ярко-красные.
Плоды шаровидные, красные, около 1,5 см в диаметре.
Тетраплоид.
Вид близок к Rosa acicularis и Rosa suffulta. Отличается особенностями листовок. В природе могут встречаться естественные гибриды Rosa arkansana с другими видами шиповника.

## Культивирование
Rosa arkansana выращивается как декоративное садовое растение.
Зоны морозостойкости: от 4—8.